# Stenalcidia grisea
Stenalcidia grisea là một loài bướm đêm trong họ Geometridae.